# Manzana Postobón Team
A Manzana Postobón Team (Código UCI: MZN) é uma equipa ciclista profissional colombiana de categoria Profissional Continental a partir da temporada de 2017 baixo a direcção da corporação Pedaleamos por Colombia focado em concorrências internacionais, nacionais e regionais.

## História
Foi criado em 2007 como equipa Continental e com o nome de Colombia es Pasión Team (e posteriormente chamado Colombia es Pasión-Coldeportes). No 2010 começou a ser também patrocinado por Café de Colombia (Café de Colombia es Pasión), com a intenção de rememorar sucessos passados. No final de 2010 entrou como patrocinador 4-72 (rede postal da Colômbia) pelo que costumavam introduzir dito patrocinador no nome da equipa apesar de que oficialmente não fora assim, especialmente para as carreiras sulamericanas. Conseguiu adquirir a licença como equipa Profissional Continental a partir de 1 de janeiro de 2011, o que dar-lhe-ia acesso a correr o Tour de France, Giro d'Italia, a Volta a Espanha e as demais carreiras do UCI World Tour (máxima categoria do ciclismo de estrada, chamado anteriormente UCI World Calendar e UCI Pro Tour), ainda que finalmente só foi convidado à Volta à Catalunha.
No final de 2011 e depois do retiro do patrocinador Coldeportes, a equipa deixou de ser categoria profissional e focou-se na preparação de ciclistas sub-23, retornando à categoria Continental em 2013. Novamente no final do 2014 a junta directora da equipa confirmou que a equipa deixa de ser categoria Continental mas continuará com um elenco de corredores mais pequena focado especialmente na busca de novos jovens talentos.
Em 2015 a equipa altera para um novo patrocinador da marca de bebidas gasosas Postobón, com o objectivo de retomar a grandeza que teve a equipa de ciclismo Manzana Postobón durante as décadas de 1980 e o voltar a converter no referente do ciclismo colombiano, com a sua nova dinâmica de apoio ao desporto da Corporação Pedaleamos por Colombia.</ref>
De novo na temporada de 2016 a equipa regressa à categoria Continental para forjar uma nova era do pedalismo nacional, e ganhar a experiência com novos corredores que lutem por esse objectivo e o sonho que vai para além, ser equipa profissional continental em 2017.
Para 2017 a equipa foi aceitada pela UCI para ascender à categoria Profissional Continental, permitindo à equipa rosa aspirar a diferentes convites para participar nas principais carreiras do World Tour. Assim a equipa foi convidada para participar na Volta a Espanha de 2017.

### 2007-2010: Modesta equipa Continental
Nos primeiros anos estava registado na categoria Continental (terceira e última divisão) pelo que a maioria do seu calendário decorria na América do Sul a excepção de algumas "excursiões" por solo europeu (especialmente em Espanha) onde costumam ser os animadores dessas carreiras mostrando um grande nível nas provas montanhosas.
Durante estes anos os corredores mais destacados foram: Luis Felipe Laverde (que já vinha com experiência de correr em equipas italianas), Sergio Henao (esteve dois anos) e Fabio Duarte (que em 2011 alinhou pela Team Geox-TMC) e Nairo Alexander Quintana.

### 2010: Vitórias importantes em Europa
Em 2010, depois de obter bons resultados na Europa nos que destacaram a vitória no Tour de l'Avenir e Circuito Montanhês, além de bons resultados em carreiras de uma categoria superior às anteriores como a Subida ao Naranco e Volta das Astúrias, teve rumores de um possível convite à Volta a Espanha feito que era inviável já que a equipa colombiana não cumpria os requisitos.
Por isso, face à seguinte temporada, decidiram pedir licença para competir numa categoria superior, Profissional Continental, o que lhe dava acesso a correr todas as carreiras de máximo nível, incluídas as Grandes Voltas, ainda que para isso devessem renunciar às carreiras de última categoria fora do seu país. Depois de uns pequenos problemas como o Governo da Colômbia não podia pôr como aval dinheiro não orçado conseguiram dita ascensão de categoria.

### 2011: Profissional Continental
A expectativa ante a ascensão de categoria, finalmente não se viu do todo refletida quanto à participação da equipa nas carreiras de máxima categoria (UCI World Tour). Das 27 provas que integraram o calendário, à única que foi convidado foi à Volta à Catalunha. Nessa competição conseguiu uma meritória participação, já que Nairo Quintana ganhou a classificação da montanha e por equipas localizou-se 7º (adiante de equipas como Saxo Bank Sungard, Astana, Liquigas, Leopard-Trek). Também participou de várias competições do UCI Europe Tour como a Settimana Coppi e Bartali, o Giro dos Apeninos e o Giro do Trentino em Itália, a Volta a Castela e Leão, a Volta a Burgos ou a Klasika Primavera em Espanha e o Tour de Limousin, Tour de Poitou-Charentes na França entre outros. Mas não conseguiu vitórias destacadas até setembro quando Esteban Chaves ganhou o Tour de l'Avenir revalidando o título obtido em 2010
Pouco depois desse triunfo, um dos principais patrocinadores (Coldeportes), anunciou que deixava à equipa devido aos baixos resultados da Colombia es pasión para formar outro de categoria continental profissional, a Colombia-Coldeportes. Isto levou a que o orçamento se reduzisse e que não pudesse manter a categoria para 2012 e que grande parte do elenco assinasse contrato com a nova equipa. Num princípio anunciou-se que a equipa continuaria, mas descendo à categoria continental e focado em ciclistas sub-23, mas finalmente confirmou-se que para 2012 deixava de ser equipa profissional passando a ser aficionado baixo o nome de 4-72 Colombia es pasión.

### 2015
Neste ano a equipa desce a categoria amador ao não conseguir conseguir o orçamento suficiente para se manter como profissional. No mês de fevereiro a corporação Pedaleamos por Colombia, entidade que desde à 10 anos trabalha na direcção da equipa, consegue conseguir um novo patrocinador principal baixo a marca de bebidas gasosas Postobón, com o objectivo de retomar a grandeza que teve a equipa de ciclismo Manzana Postobón durante a década de 1980 e o voltar a converter no referente do ciclismo colombiano, tendo como base à anterior equipa de ciclismo 4-72.

### 2016
Novamente a equipa regressa à categoria Continental onde dedica os seus esforços em forjar uma nova era do pedalismo nacional e internacional e o espaço perfeito para lutar por objectivos maiores, com uma nómina de ciclistas mais versátil e compacto na montanha, com a ideia de conseguir protagonismo nas carreiras da europa.
Sobre o final de temporada anunciou-se que a equipa aplicou e foi aceite ante a UCI para subir à categoria Profissional Continental para 2017, este seria o regresso de uma equipa colombiana à segunda divisão do ciclismo.
Adicionalmente, a partir do ano 2017 a equipa contasse com um grupo de ciclistas alternados para correr no calendário nacional, esta equipa converte-se numa espécie de sub equipa para a esquadra principal que focasse toda a concentração e esforço ao calendário das principais carreiras do ciclismo mundial.

### 2017
Inicia a temporada na segunda divisão de categoria Profissional Continental onde tem sido reconhecido sempre por ser uma equipa de processos. Baseado na sua filosofia de trabalho com os corredores juvenis tem conseguido escalar no ciclismo nacional e internacional, obtendo em pouco tempo o visto bom da União Ciclista Internacional para ir ascendendo de categoria. O calendário da temporada de 2017 já tem as carreiras que dar-lhe-ão o ponto de partida ao Manzana Postobón Team, entre as quais se encontram a Volta ao Algarve e a Volta ao Alentejo em Portugal, bem como a sua primeira carreira UCI World Tour com a Volta à Catalunha em Espanha.. A equipa também participa na Volta a Espanha de 2017.

### 2018
A equipa teve várias mudanças a nível administrativo como desportivos. Anuncia-se a saída de Luisa Fernanda Rios como gerente da equipa, quem durante 10 anos permaneceu à frente da equipa, em seu lugar chegou Alejandro Restrepo como substituição para gerente da equipa rosa. Adicionalmente, a equipa definiu a nómina para levar a temporada de 2018 com 17 ciclistas (13 elite e 4 sub-23), quem são os encarregados de representar a cor rosa da equipa nas diferentes concorrências nas que participem. A novidade mais importante é a reincorporação do ciclista Fabio Duarte, quem já esteve a competir durante a temporada de 2010 com o Café de Colombia-Colombia es Pasión. Em 2018 se rencontrará de novo com Luis Fernando Saldarriaga no Manzana Postobón, em onde procurará retomar esse grande nível que mostrou em temporadas anteriores.

## Corredor melhor classificado nas Grandes Voltas
| Ano  | Giro d'Italia                 | Tour de France                | Volta a Espanha               |
| ---- | ----------------------------- | ----------------------------- | ----------------------------- |
| 2007 | -                             | -                             | -                             |
| 2008 | -                             | -                             | -                             |
| 2009 | -                             | -                             | -                             |
| 2010 | -                             | -                             | -                             |
| 2011 | -                             | -                             | -                             |
| 2012 | Não é uma equipa profissional | Não é uma equipa profissional | Não é uma equipa profissional |
| 2013 | -                             | -                             | -                             |
| 2014 | -                             | -                             | -                             |
| 2015 | Não é uma equipa profissional | Não é uma equipa profissional | Não é uma equipa profissional |
| 2016 | -                             | -                             | -                             |
| 2017 | -                             | -                             | 37.º Hernán Aguirre           |
| 2018 | -                             | -                             | -                             |

## Material ciclista
A equipa utiliza bicicletas da marca Gios, equipadas com grupos e rodas Shimano Dura-Ace, SRM Power Controle, capacetes Catlike e equipamento desportivo Suarez Clothing.

## Sede
A equipa tem duas sedes, a principal está em Medellín (Rua 42 #63C-60, Bairro Conquistadores) e outra em Bogotá (Carreira 21 #39A-69 Escritório 403, Bairro A Solidão)

## Classificações UCI
A partir de 2005 a UCI instaurou os Circuitos Continentais UCI, onde a equipa está desde que se criou em 2007, registado dentro do UCI America Tour. Estando nas classificações do UCI America Tour Ranking e UCI Europe Tour Ranking. As classificações da equipa e de sua ciclista mais destacado são as seguintes:
| Temporada                | Classificação por equipas | Melhor corredor na classificação individual | Posição |
| 2006-2007 (America Tour) | 12º                       | Wilson Marentes                             | 74º     |
| 2006-2007 (Europe Tour)  | 125º                      | Óscar Eduardo Sánchez                       | 967º    |
| 2007-2008 (America Tour) | 7º                        | Fabio Duarte                                | 18º     |
| 2007-2008 (Europe Tour)  | 95º                       | Jarlinson Pantano                           | 378º    |
| 2008-2009 (America Tour) | 8º                        | Sergio Henao                                | 31º     |
| 2008-2009 (Europe Tour)  | 55º                       | Sergio Henao                                | 150º    |
| 2009-2010 (America Tour) | 19º                       | Camilo Suárez                               | 92º     |
| 2009-2010 (Europe Tour)  | 44º                       | Fabio Duarte                                | 86º     |
| 2010-2011 (America Tour) | 19º                       | Luis Felipe Laverde                         | 63º     |
| 2010-2011 (Europe Tour)  | 55º                       | Robinson Chalapud                           | 276º    |
| 2012-2013 (America Tour) | 12º                       | Edson Calderón                              | 37º     |
| 2012-2013 (Europe Tour)  | 58º                       | Juan Ernesto Chamorro                       | 282º    |
| 2013-2014 (America Tour) | 13º                       | Juan Pablo Villegas                         | 21º     |
| 2013-2014 (Europe Tour)  | 89º                       | Bernardo Suaza                              | 214º    |
| 2015 (America Tour)      | -                         | Wilmar Paredes                              | 150º    |
| 2016 (America Tour)      | 40º                       | Juan Sebastián Molano                       | 316º    |
| 2016 (Europe Tour)       | 90º                       | Aldemar Reis Ortega                         | 661º    |
| 2017 (America Tour)      | 12º                       | Juan Sebastián Molano                       | 18º     |
| 2017 (Europe Tour)       | 35º                       | Juan Sebastián Molano                       | 275º    |
| 2018 (America Tour)      | 10º                       | Juan Sebastián Molano                       | 4º      |
| 2018 (Ásia Tour)         | 8º                        | Hernán Aguirre                              | 6º      |
| 2018 (Europe Tour)       | 54º                       | Wilmar Paredes                              | 271º    |

## Palmarés
Para anos anteriores, veja-se Palmarés do Manzana Postobón Team

### Palmarés 2019

#### Circuitos Continentais UCI
| Datas       | Circuito                   | Carreiras                     | Ganhador        |
| 17 de março | es:UCI Asia Tour 2019      | 1.ª etapa do Tour de Taiwán   | Bryan Gómez     |
| 3 de maio   | es:UCI Europe Tour de 2019 | 1.ª etapa da Volta a Astúrias | Carlos Quintero |

## Elencos
Para anos anteriores, veja-se Elencos da Manzana Postobón Team

### Elenco de 2019
| Corredor            | Nascimento | Nacionalidade | Equipa de 2018       |
| Juan José Amador    | 20/04/1998 | Colômbia      | Manzana Postobón     |
| Luis Carlos Chía    | 18/02/1997 | Colômbia      | Neoprofissional      |
| Jhojan García       | 10/01/1998 | Colômbia      | Manzana Postobón     |
| Bryan Gómez         | 19/11/1994 | Colômbia      | Holowesko Citadel    |
| Daniel Jaramillo    | 15/01/1991 | Colômbia      | UnitedHealthcare     |
| Omar Mendoza        | 25/11/1989 | Colômbia      | Medellín             |
| Diego Ochoa         | 05/06/1993 | Colômbia      | EPM                  |
| Juan Felipe Osorio  | 30/01/1995 | Colômbia      | Manzana Postobón     |
| Wilmar Paredes      | 05/09/1996 | Colômbia      | Manzana Postobón     |
| Jordan Parra        | 19/04/1994 | Colômbia      | Manzana Postobón     |
| Carlos Quintero     | 05/03/1986 | Colômbia      | Orgulho Paisa        |
| Jhonatan Restrepo   | 28/11/1994 | Colômbia      | Team Katusha-Alpecin |
| Aldemar Reis Ortega | 22/04/1995 | Colômbia      | Manzana Postobón     |
| Nicolas Sáenz       | 07/08/1997 | Colômbia      | Neoprofissional      |
| Yecid Arturo Sierra | 16/08/1994 | Colômbia      | Manzana Postobón     |
| Bernardo Suaza      | 28/11/1992 | Colômbia      | Manzana Postobón     |

1. ↑  Até 5 de abril.

## 2
1. ↑  «História - Equipo de ciclismo Colômbia é Paixão». colombiaespasion.com. Consultado em 12 de agosto de 2009
2. ↑  «O ex ciclista Herrera, figura em apresentação de nova equipa colombiana». Agência EFE. 22 de abril de 2009. Consultado em 12 de agosto de 2009
3. ↑  O futuro do 4-72.  Entrevista a Ignacio Vélez larutadelescarabajo.com
4. 1 2  Comunicado de imprensa Team Manzana Postobón postobon.com
5. ↑  Team Manzana Postobón es una realidad Arquivado em 25 de fevereiro de  2015, no Wayback Machine. ligapostobon.com.co
6. ↑  Colombia tiene un nuevo equipo de ciclismo Team Manzana Postobón elespectador.com
7. ↑  Manzana Postobón Team regresa a profissional biciciclismo.com
8. ↑  «É oficial: O Manzana Postobón será Continental Profissional para o 2017» manzanapostobonteam.com
9. ↑  Colômbia é Paixão – Café de Colômbia procura Licença Continental Profissional. minuto30.com
10. ↑  O Colômbia é Paixão entrega um aval bancário e cumpre todos os requisitos da UCI
11. ↑  Nairo Quintana, ganhou o prêmio da montanha na Volta à Catalunha elespectador.com
12. ↑  O ciclista colombiano Esteban Chaves, campeão do Tour de L'Avenir eltiempo.com
13. ↑  Calendário de concorrências 2011
14. ↑  Colombia es Pasión retomará a competição com a Volta a Colômbia e regressará a Europa
15. ↑  Seguirão rondando elperiodicodeportivo.com.co
16. ↑  A equipa 4-72 Colombia es pasión estará na temporada de 2012 Federação Colombiana de Ciclismo
17. ↑  Manzana Postobón Team de ciclismo agora será uma equipa continental lafm.com.co
18. ↑  «2017 Team Registration Process»
19. ↑  «Equipas World Tour e Profissionais 2017 inscriptos pela UCI, com a inclusão de Manzana Postobón» ciclismointernacional.com
20. ↑  «manzanapostobonteam.com/el-manzana-postobon-team-contara-con-otro-equipo-para-el-calendario-nacional/8076» manzanapostobonteam.com
21. ↑  «O Team Manzana Postobón continuará seu processo nas "grandes unes" do ciclismo» (em espanhol) elmundo.com
22. ↑  «Temporada 18 serão 17 corredores os que levassem a cor rosa por Europa e Colômbia»
23. ↑  Implementação Desportiva da Equipa Team Manzana Postobón
24. ↑  Sedes da Equipa Team Manzana Postobón pedaleamosporcolombia.com
25. ↑  UCI Road Cycling Ranking
26. ↑  Modelo Manzana Postobón Team 2019 - PROFCONT2019 procyclingstats.com